# Hora de Europa Occidental
| Azul claro | Hora europea occidental/Hora media de Greenwich (UTC±00:00)                                       |
| Azul       | Hora europea occidental/Hora media de Greenwich (UTC±00:00)                                       |
| Azul       | Hora europea occidental de verano/Horario de verano británico/Hora estándar irlandesa (UTC+01:00) |
| Rojo       | Hora central europea (UTC+01:00)                                                                  |
| Rojo       | Hora central europea de verano (UTC+02:00)                                                        |
| Amarillo   | Hora europea oriental/Hora de Kaliningrado (UTC+02:00)                                            |
| Caqui      | Hora europea oriental (UTC+02:00)                                                                 |
| Caqui      | Hora europea oriental de verano (UTC+03:00)                                                       |
| Verde      | Hora de Moscú/Hora de Turquía (UTC+03:00)                                                         |

La Hora de Europa Occidental o Western European Time (WET) es uno de los nombres de la zona horaria que coincide con el tiempo universal coordinado (UTC). Se utiliza en parte del oeste y noroeste de Europa. También cubre el oeste de África.
Los países que utilizan la hora de Europa Occidental tienen como hora oficial la que corresponde al tiempo universal coordinado (UTC+0). La mayoría de ellos, sin embargo, adelantan la hora entre la 1:00 de la madrugada (UTC) del último domingo de marzo y la 1:00 de la madrugada (UTC) del último domingo de octubre pasando al horario de verano europeo (UTC+1).
Oficialmente, Irlanda está en UTC+1, pero pasa a UTC+0 en invierno, aunque en la práctica, utiliza el mismo horario que el Reino Unido.

## Sobre el nombre
La Hora de Europa Occidental, coincide con el UTC y el tiempo medio de Greenwich (GMT). También se le llama hora ZULU.

## Países que la utilizan
Los países europeos, territorios europeos y territorios dependientes de estados europeos que utilizan la Hora de Europa Occidental son:
- Islas Feroe (territorio autónomo de Dinamarca), desde 1908.
- Noreste de Groenlandia (Danmarkshavn).
- Irlanda (donde se utiliza GMT), desde 1916 con pausas.
- Portugal, desde 1911 con pausas (excepto Azores, UTC-1).
- Reino Unido (incluyendo Inglaterra, Irlanda del Norte, Escocia y Gales, además de la Isla de Man y de las Islas del canal, donde se utiliza el GMT); desde 1847 en Inglaterra y desde 1916 en Irlanda del Norte con pausas.
- Islas Canarias (España).

Un país que utiliza la Hora de Europa Occidental todo el año:
- Islandia, desde 1968.

Este huso horario (GMT) fue utilizado por:
- Andorra entre 1901-1946.
- Bélgica entre 1892-1914 y 1919-1940.
- Francia entre 1911-1940 y 1944-45.
- Luxemburgo entre 1918-1940.
- Mónaco entre 1911-1945.

En Portugal entre los años 1966-1976 y 1992-96 se utilizó la CET.
Además de los países europeos, algunos países (o territorios europeos) situados en el oeste de África utilizan UTC todo el año:
- Marruecos.
- Sahara Occidental.
- Canarias (España), desde 1946.
- Mauritania.
- Senegal.
- Gambia.
- Guinea-Bisáu.
- Guinea.
- Sierra Leona.
- Liberia.
- Costa de Marfil.
- Ghana.
- Togo.
- Burkina Faso.
- Malí.
- Santa Helena.
- Santo Tomé y Príncipe.